# Eeftink (flatgebouw)
Eeftink is een voormalig flatgebouw in Amsterdam-Zuidoost. De naam is ontleend aan een boerderij bij Winterswijk.

## Geschiedenis
Eeftink werd begin jaren 70 opgeleverd als een van de zes honingraatvormige flats in de E/G-buurt en was met een hotelnummering van 1-949 de op een na grootste E-flat. Het bestond uit een klein noordelijk en een groot zuidelijk gedeelte die door middel van een loopbrug met elkaar waren verbonden. Feitelijk was Eeftink een omkering van Fleerde, een van de bijna-identieke F/D-flats. Andere grote verschillen met de F/D-buurt waren de lengte van de voorstukken (Noord groter, Zuid kleiner), de gespiegelde indeling van een aantal flats en de westelijke richting van de loopbrug.
In 1986 werd de E-buurt opgeknapt met onder andere een schilderbeurt en afgesloten toegangen.
Na de vliegramp van 4 oktober 1992 werd besloten de Bijlmer ingrijpend te veranderen. Dit hield in dat veel flats moesten wijken voor laagbouw. Het door negatieve publiciteit geplaagde Eeftink kwam midden jaren 00 aan de beurt; het voorstuk bleef overeind en leek voorbestemd om gerenoveerd te worden zoals de restanten van Echtenstein en Egeldonk, maar uiteindelijk ging ook dit onder de sloophamer.
Op Eeftink-Zuid is vervangende laagbouw gerealiseerd.